# Skugghedsnäcka
Skugghedsnäcka (Helicella conspurcata) är en snäckart som först beskrevs av Draparnaud 1801.  Skugghedsnäcka ingår i släktet Helicella, och familjen hedsnäckor. Arten har ej påträffats i Sverige.